# All-Nippon News Network
Hãng thông tấn All-Nippon hay All-Nippon News Network (オールニッポンニュース・ネットワーク Ōrunippon Nyūsu Nettowāku), (viết tắt: ANN) là mạng truyền hình tin tức lớn nhất Nhật Bản có trụ sở tại thành phố Tokyo. Thành lập vào ngày 1 tháng 1 năm 1970. ANN thuộc sở hữu bởi hai công ty lớn đó là TV Asahi và Asahi Shimbun.